# Mizael Conrado
Mizael Conrado de Oliveira ou simplesmente Mizael Conrado (Santo André, 3 de novembro de 1977) é um atleta paralímpico medalhista aposentado e dirigente desportivo brasileiro que atualmente ocupa o cargo de presidente do Comitê Paralímpico Brasileiro (CPB).

## Biografia
Nascido no município de Santo André (SP), Mizael Conrado nasceu cego por causa de uma catarata congênita. Após sofrer quatro cirurgias, enquanto ainda era bebê, ele começou a enxergar, porém, aos nove anos de idade, Mizael teve um descolamento de retina, que iniciou a perda de sua visão, processo que se concluiu 13 anos, quando ficou completamente cego. 
Matriculado no Instituto Padre Chico, uma escola especial para deficientes visuais, Mizael teve o seu primeiro contato com o futebol de cinco, modalidade esportiva na qual ele se destacaria como atleta paralímpico.

## Carreira como atleta
Destacando-se na modalidade do futebol de cinco, ele foi convocado para a Seleção Brasileira de Futebol de 5, seleção nacional pela qual ele acabou se tornando campeão latino-americano (1994), tricampeão da Copa América (1997, 2001 e 2003), campeão mundial sub-25 (2002), bicampeão mundial (1988 e 2000) e obtendo duas medalhas de ouro em virtude de ser bicampeão paralímpico na modalidade (2004 e 2008).
Em 1998, Mizael Conrado conquistou o título de melhor jogador do mundo na modalidade Futebol de cinco.

## Carreira como dirigente esportivo
A partir de 2009, ele foi eleito vice-presidente da CPB por dois mandatos. Em seguida, no ano de 2017, ele foi eleito Presidente do CPB, quando substituiu Andrew Parsons, que presidia a entidade desde 2009.
Em 2021, Mizael foi reeleito para a presidência da CPB.

## Estudos e atividades não esportivas
Antes de se aposentar do esporte paralímpico, ele ainda se formou em Direito pela Universidade Cidade de São Paulo (Unicid) em 2006. Na área jurídica, ele vem atuando como advogado no ramo do direito esportivo e chegou a ser nomeado presidente da Comissão de Direitos das Pessoas com Deficiência da Ordem dos Advogados do Brasil de São Paulo (OAB/SP).
Em 2019, ele se tornou mestre em administração pública pela Fundação Getúlio Vargas, após ingressar no mestrado profissional em administração pública oferecido pela FGV, onde defendeu a dissertação denominada "Governança do Comitê Paralímpico Brasileiro após 18 anos da promulgação da lei Agnelo Piva", sob orientação do prof. dr. Humberto Falcão Martins.